# Katō Sadayasu
Katō Sadayasu (加藤 貞泰?; 1580 – 19 giugno 1623) è stato un daimyō giapponese dell'inizio del periodo Edo appartentente alla famiglia Katō.

## Biografia
Figlio ed erede di Katō Mitsuyasu, servì inizialmente Toyotomi Hideyoshi. Alla morte del padre ricevette il castello di Kurono (40.000 koku).  Si unì all'armata orientale durante la campagna di Sekigahara e si scontrò con il clan Shimazu, catturando il castello di Minakuchi sul finire della battaglia. Nel 1610 fu trasferito a Yonago (Hoki) (10.000 koku). Partecipò anche all'assedio di Osaka e per questo fu premiato nel 1617 con il feudo di Ōzu (60.000 koku) nella provincia di Iyo.
I suoi discendenti rimasero in quel feudo fino al rinnovamento Meiji.